# Метелівка
Метелівка (Psychoda) — рід молі з родини Psychodidae. У Psychoda описано понад 400 видів, зокрема метелівка крапчаста (Psychoda phalaenoides). Метелівки поширені на всіх континентах окрім Антарктиди.